# NGC 694
NGC 694 је лентикуларна галаксија у сазвежђу Ован која се налази на NGC листи објеката дубоког неба.
Деклинација објекта је + 21° 59' 49" а ректасцензија 1h 50m 58,4s. Привидна величина (магнитуда) објекта NGC 694 износи 13,3 а фотографска магнитуда 14,3. NGC 694 је још познат и под ознакама UGC 1310, MCG 4-5-20, MK 363, IRAS 01481+2144, CGCG 482-24, 5ZW 122, PGC 6816.